# Joseph Laurent
Joseph Laurent (* 26. Juni 1853 in Aachen; † 22. Oktober 1923 ebenda) war ein deutscher Architekt und Baubeamter in Aachen.

## Leben und Wirken
Laurent war ein Sohn des Archivars und Bibliothekars Josef Laurent und dessen Ehefrau Therese Laurent geb. Raitz von Frentz, sowie ein Neffe des apostolischen Vikars Johannes Theodor Laurent. Er studierte am Polytechnikum Aachen und trat im Jahr 1876 als Assistent in das Bauamt der Stadt Aachen ein. Im Jahr 1884 wurde er der Hochbauabteilung zugeteilt, die er dann von 1886 bis zu seiner Pensionierung 1921 leitete – zunächst als Stadtbaumeister, ab 1892 als Stadtbaurat. 1906 wurde ihm der Charakter eines (königlich preußischen) Baurats verliehen.
In seiner 35-jährigen Dienstzeit als Leiter der kommunalen Hochbauverwaltung prägte Laurent mit seinen Entwürfen für zahlreiche städtische Bauten maßgeblich das Aachener Stadtbild. Allein 29 Schulgebäude sowie Krankenhäuser, Fabrikanlagen und auch Kultur- und Verwaltungsgebäude wurden nach seinen Plänen errichtet. Gemeinsam mit renommierten Architekten war er am Um- oder Ausbau vieler weiterer Bauten beteiligt, und die Instandsetzungspläne für das Ponttor und Marschiertor, den Langen Turm und den Marienturm in Aachen wurden ebenfalls von ihm erstellt. Darüber hinaus verfasste er einige Schriften über die baugeschichtliche Bedeutung einzelner Objekte.
Joseph Laurent war verheiratet mit Therese geb. Longard (1860–1943), mit der er dreizehn Kinder hatte, von denen aber nur wenige das Erwachsenenalter erreichten. Das Ehepaar Laurent fand seine letzte Ruhestätte auf dem Aachener Ostfriedhof.

## Werk (Auswahl)

### Bauten

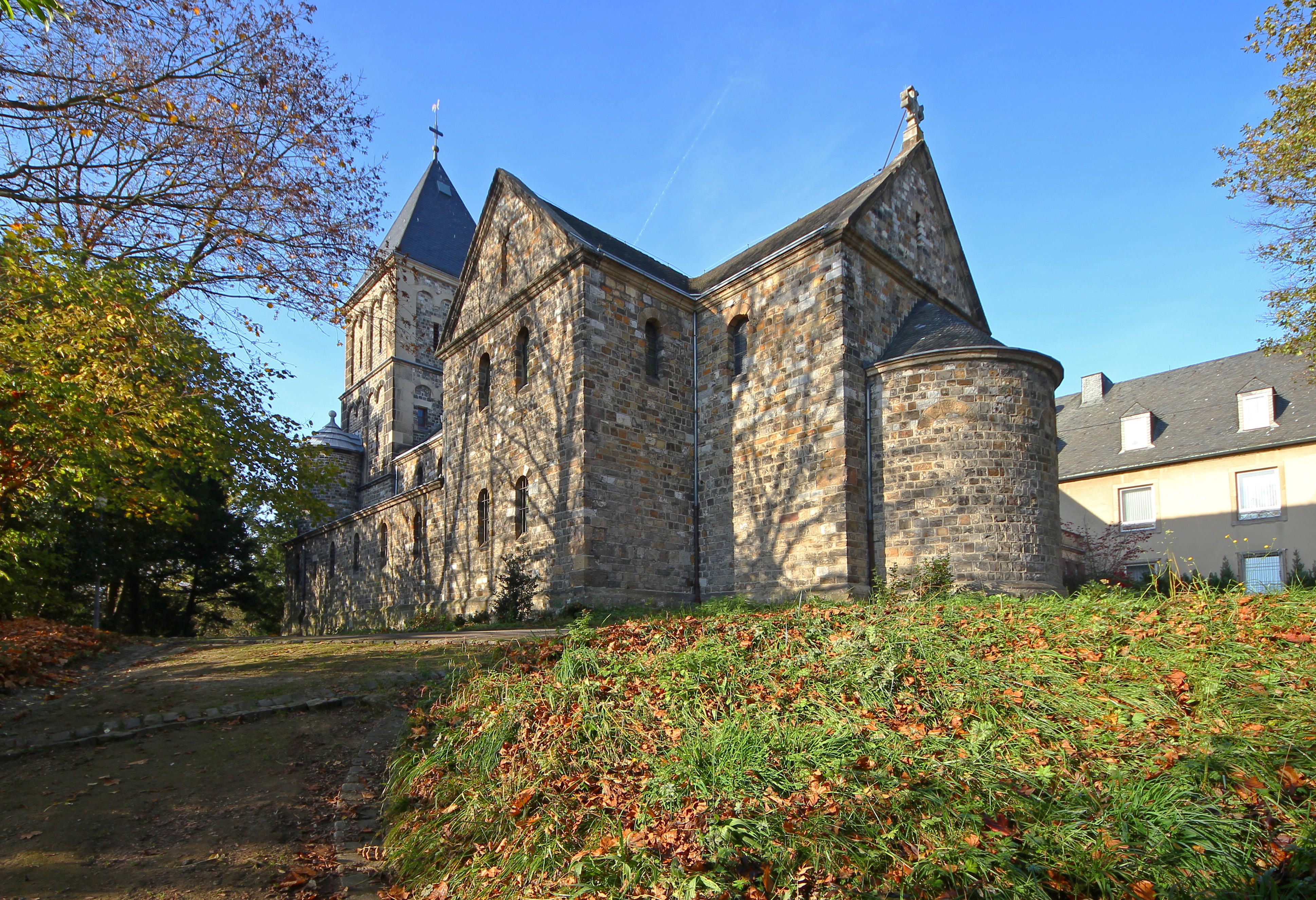
Salvatorkirche

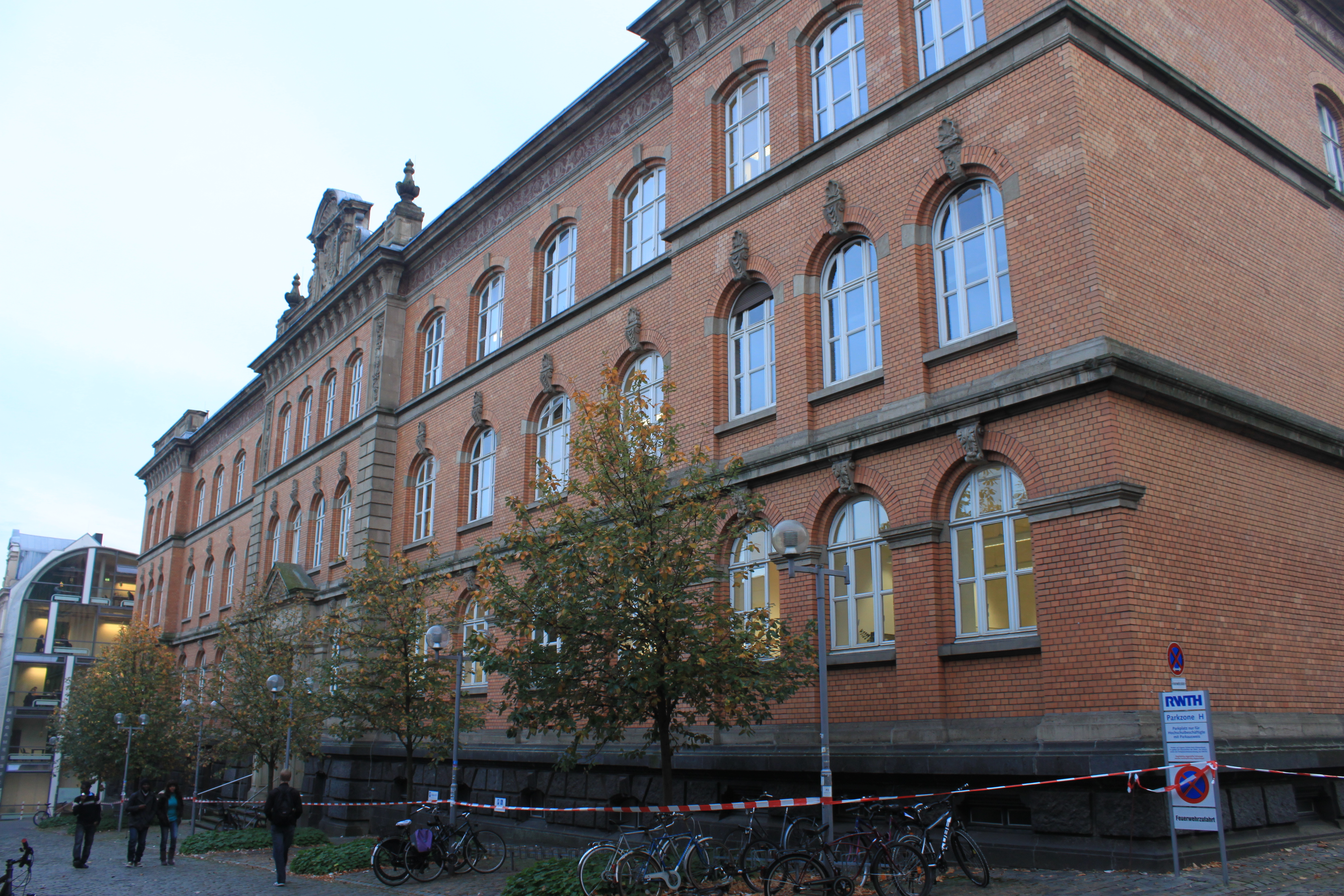
Ehemaliges Realgymnasium Kármánstraße

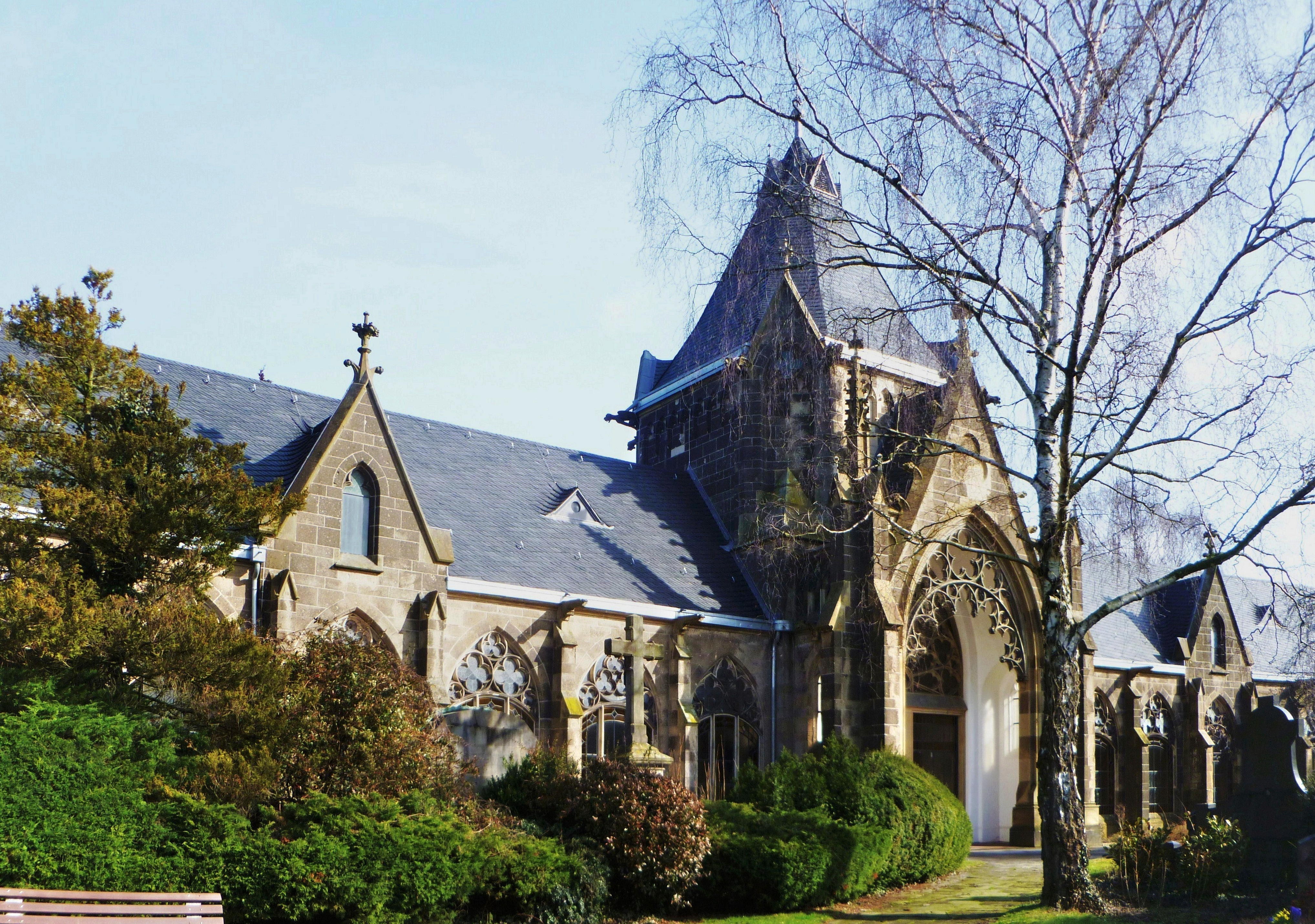
Campo Santo

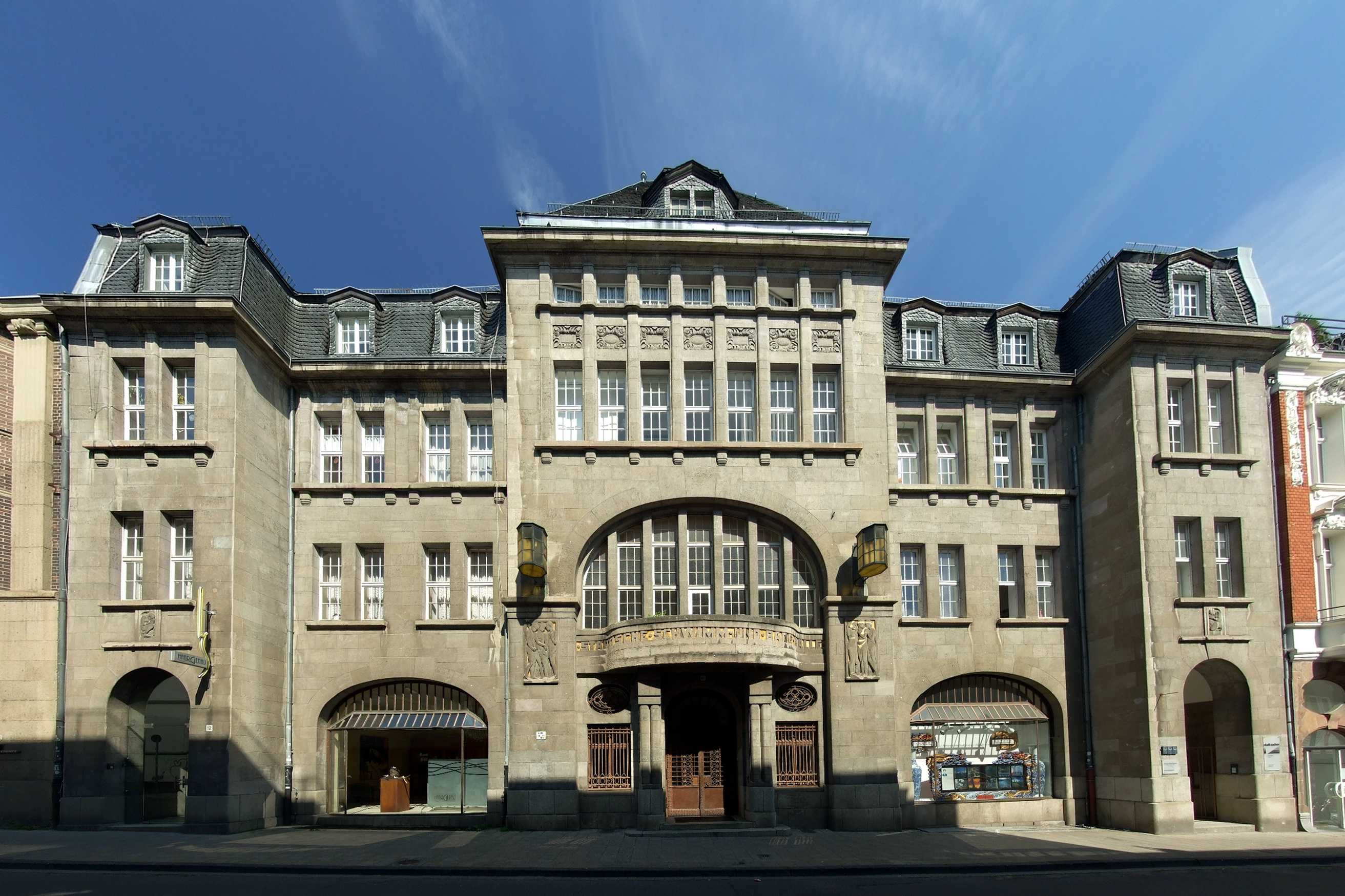
Elisabethhalle

- 1883–1886: Rekonstruktion der mittelalterlichen Salvatorkirche im romanischen Stil[2]
- ab 1883: Mitarbeit bei der Sanierung der Innenräume des Aachener Rathauses nach dem Rathausbrand von 1883
- 1886–1889: Umbaumaßnahmen am Grashaus[3]
- 1887: Mariensäule auf dem Rehmplatz; erstes religiöses Denkmal der Stadt, Ausführung in Sandstein durch Bildhauer Wilhelm Pohl[4]
- 1888–1891: Realgymnasium an der Jesuitenstraße (späteres Rhein-Maas-Gymnasium Aachen, ab 1946 Sitz des St. Leonhard Gymnasiums)
- 1890–1894: Städtischer Schlacht- und Viehhof (in Zusammenarbeit mit Johannes Richter und Karl Heuser; im Stil der Neorenaissance)
- 1899: Campo Santo auf dem Aachener Westfriedhof II als Grabstätte für Aachener Priester und wohlhabende Familien[5]
- 1890–1892: Realgymnasium an der Vinzenzstraße, heute Kármánstraße (späteres Couven-Gymnasium, heute Philosophische Fakultät der RWTH Aachen)
- 1900–1901: Erweiterung der Villa Cassalette durch einen rückwärtigen, zweigeschossigen und fünfachsigen Gebäudeteil inklusive Oberlichtsälen
- 1901: Umbau und Erweiterung des Alten Kurhauses (Verbindung beider älterer Gebäudeteile im neobarocken Stil)[6]
- 1902–1905: Elisabeth-Krankenhaus an der Goethestraße (Vorläufer des Universitätsklinikums Aachen, heute Sitz von Missio Aachen)
- 1903: Bauleitung beim Bau des Verwaltungsgebäudes Katschhof (nach Entwurf von Friedrich Pützer im neugotischen Stil mit burgfriedähnlichem Turmbau; zerstört)
- 1903: Ausflugslokal und Pension Waldschlösschen an der Lütticher Straße (zerstört)[7]
- 1903–1906: Neubau eines Schulkomplexes am Augustinerbach für das Kaiser-Karls-Gymnasium[8]
- 1904: Dienstgebäude für den Friedhofsinspektor am Aachener Ostfriedhof (mit Stilelementen der Gotik)[9]
- 1904: Schulgebäude für die Zeichen- und Kunstgewerbeschule, Martinstraße 10–12 (heute unter anderem Sitz des Unternehmens Paion)
- 1906–1909: Genesungsheim „Maria im Tann“ (anfangs für Männer und Frauen, später Kinder- und Jugendheim)[10]
- 1908–1911: städtisches Schwimmbad und Badeanstalt Elisabethhalle (in Jugendstil-Formen)[11]

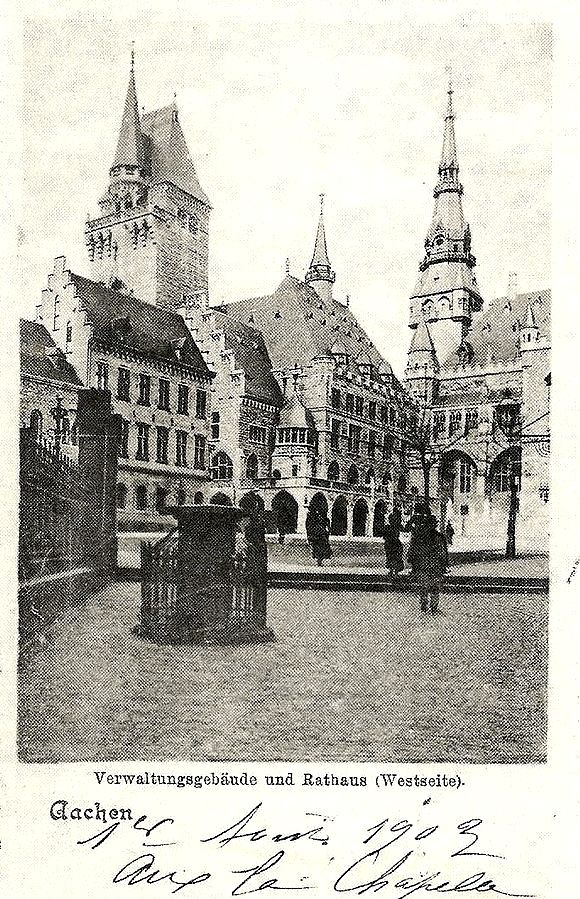
Ehemaliges Verwaltungsgebäude Katschhof
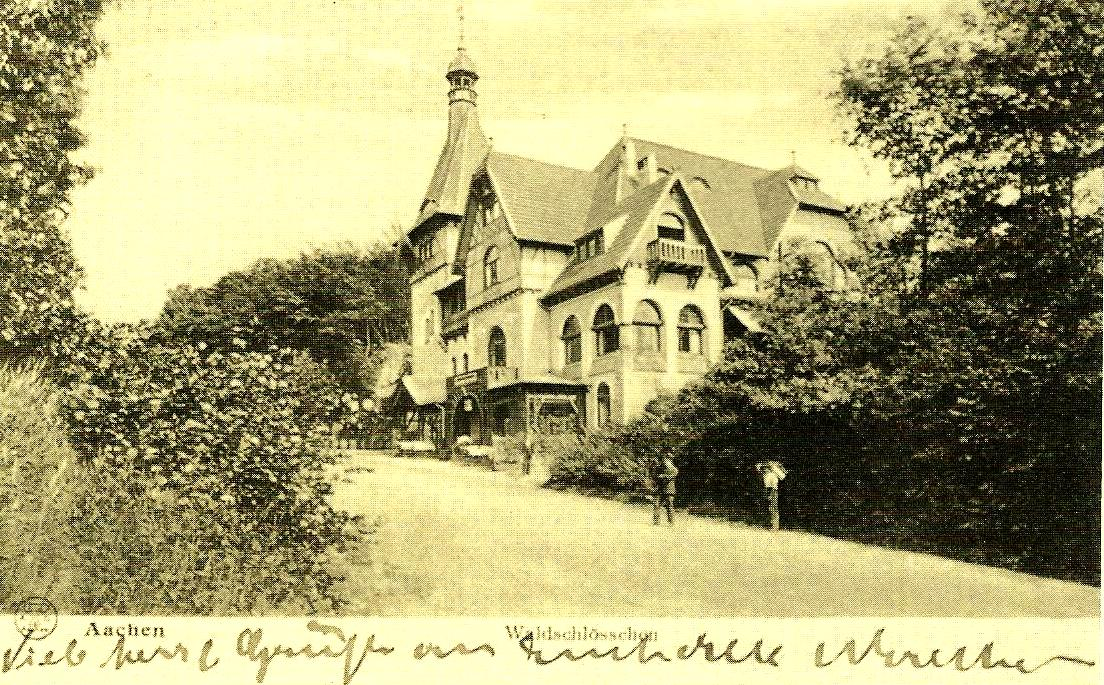
Ehemaliges Waldschlösschen
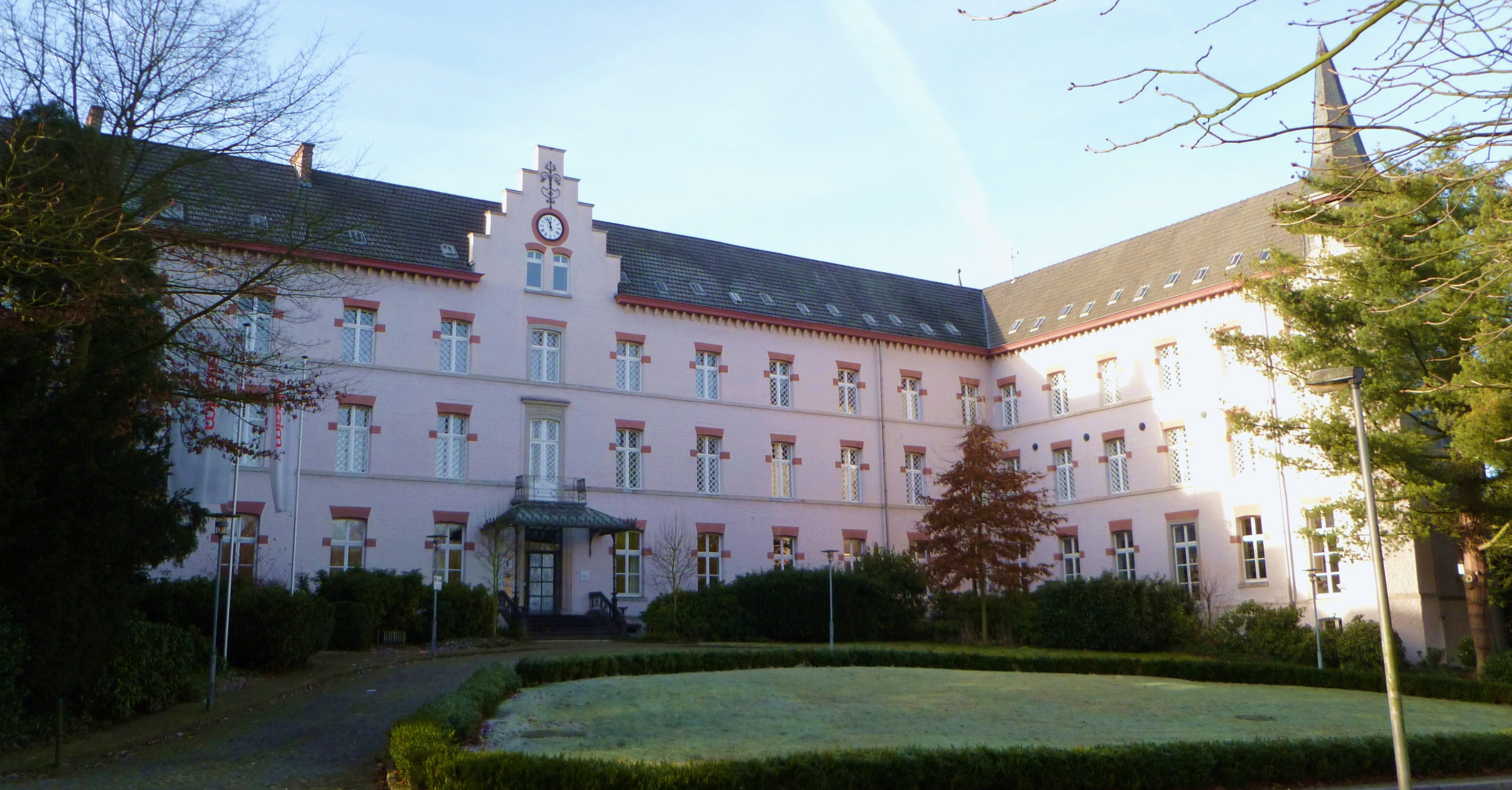
Ehemaliges Altes Klinikum an der Goethestraße
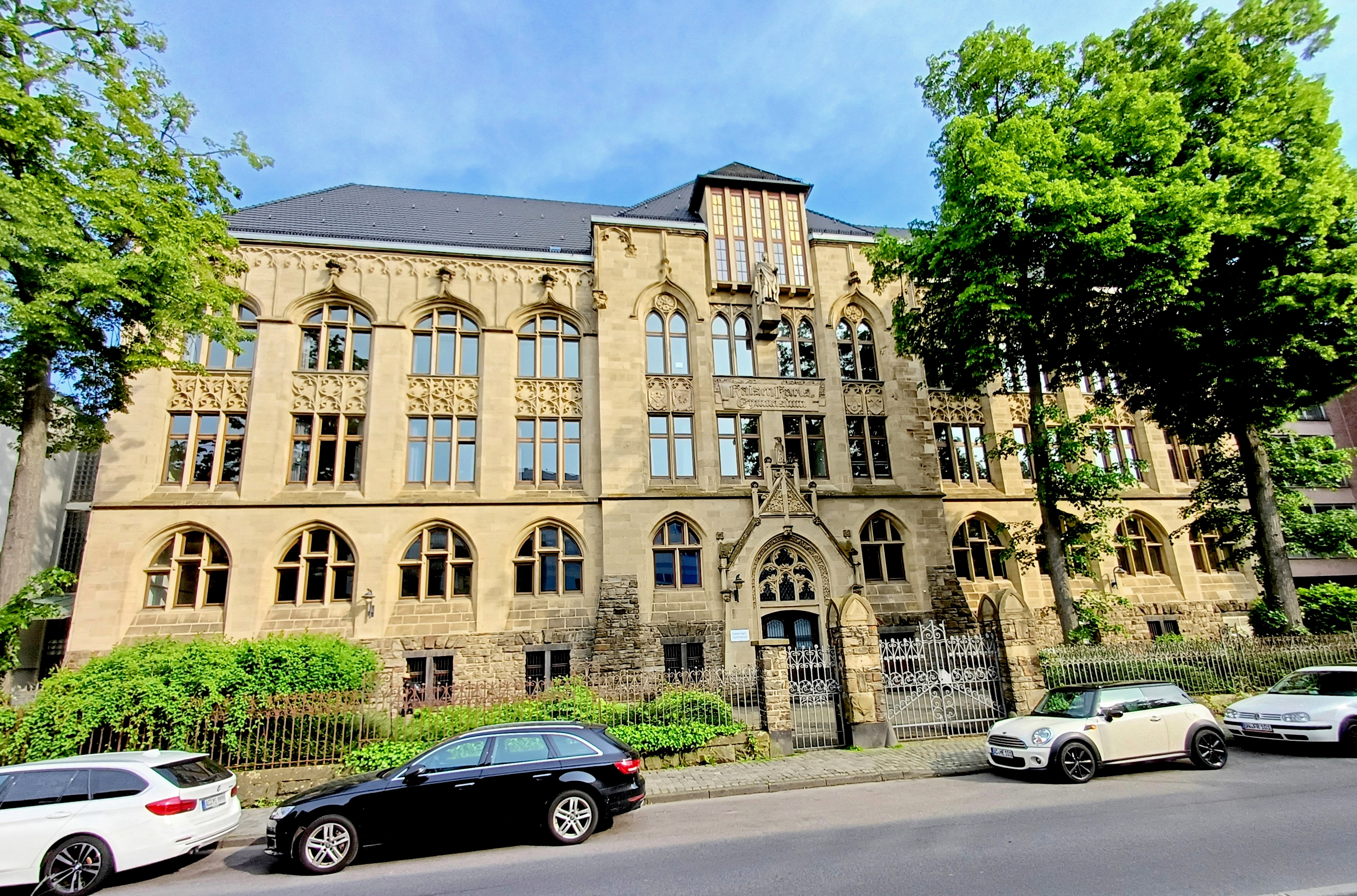
Kaiser-Karls-Gymnasium
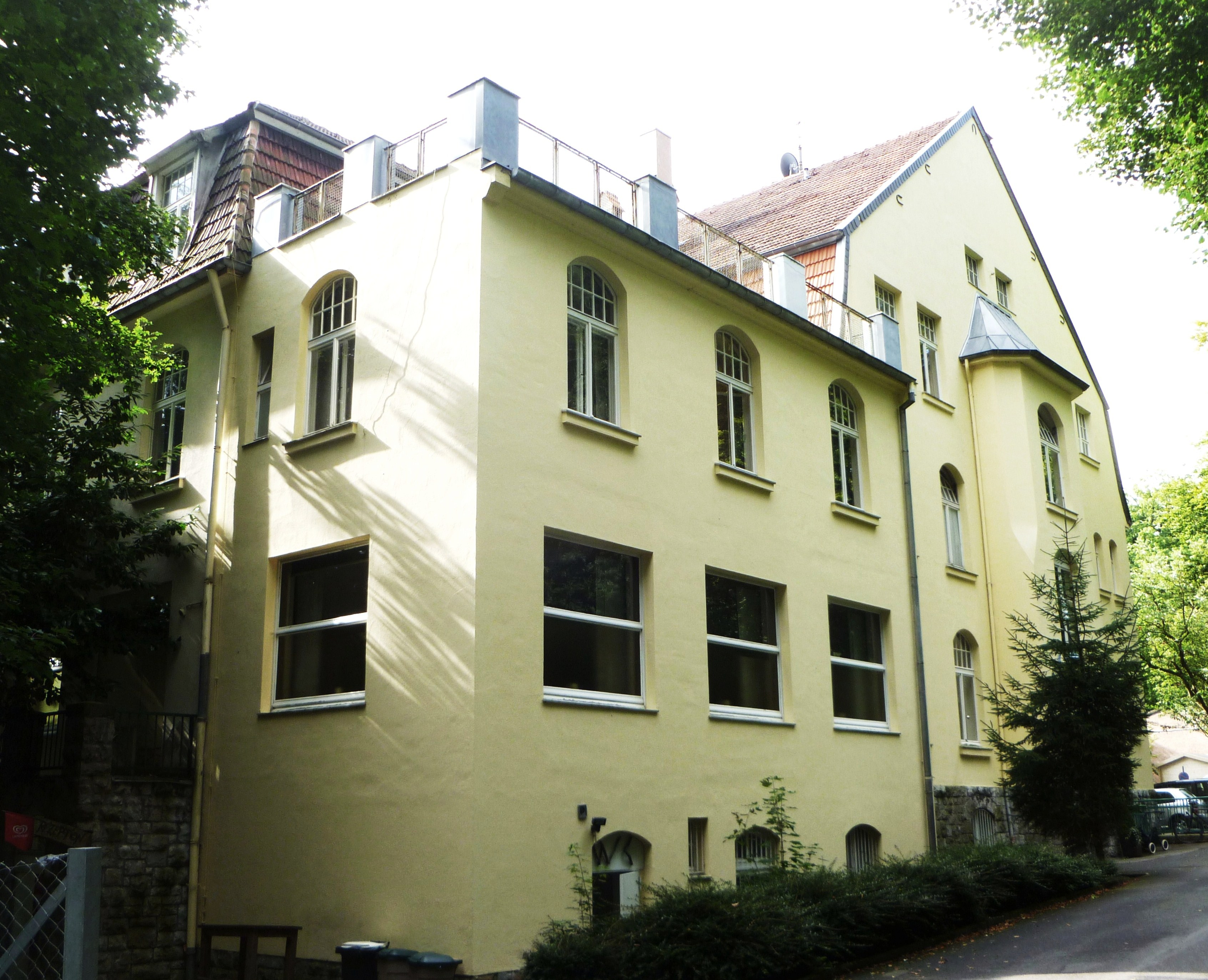
Maria im Tann, Hauptgebäude
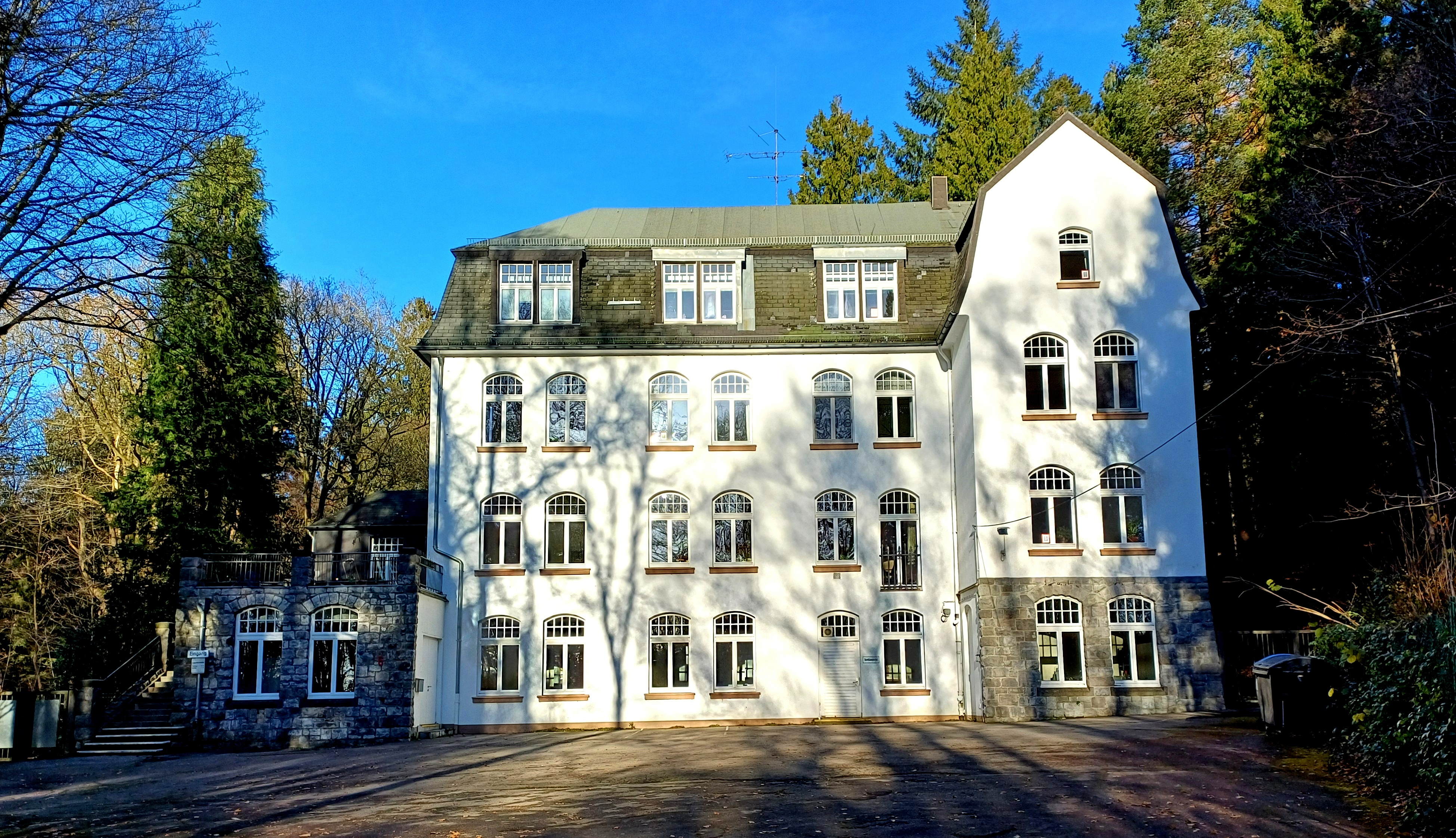
Maria im Tann, Nebengebäude
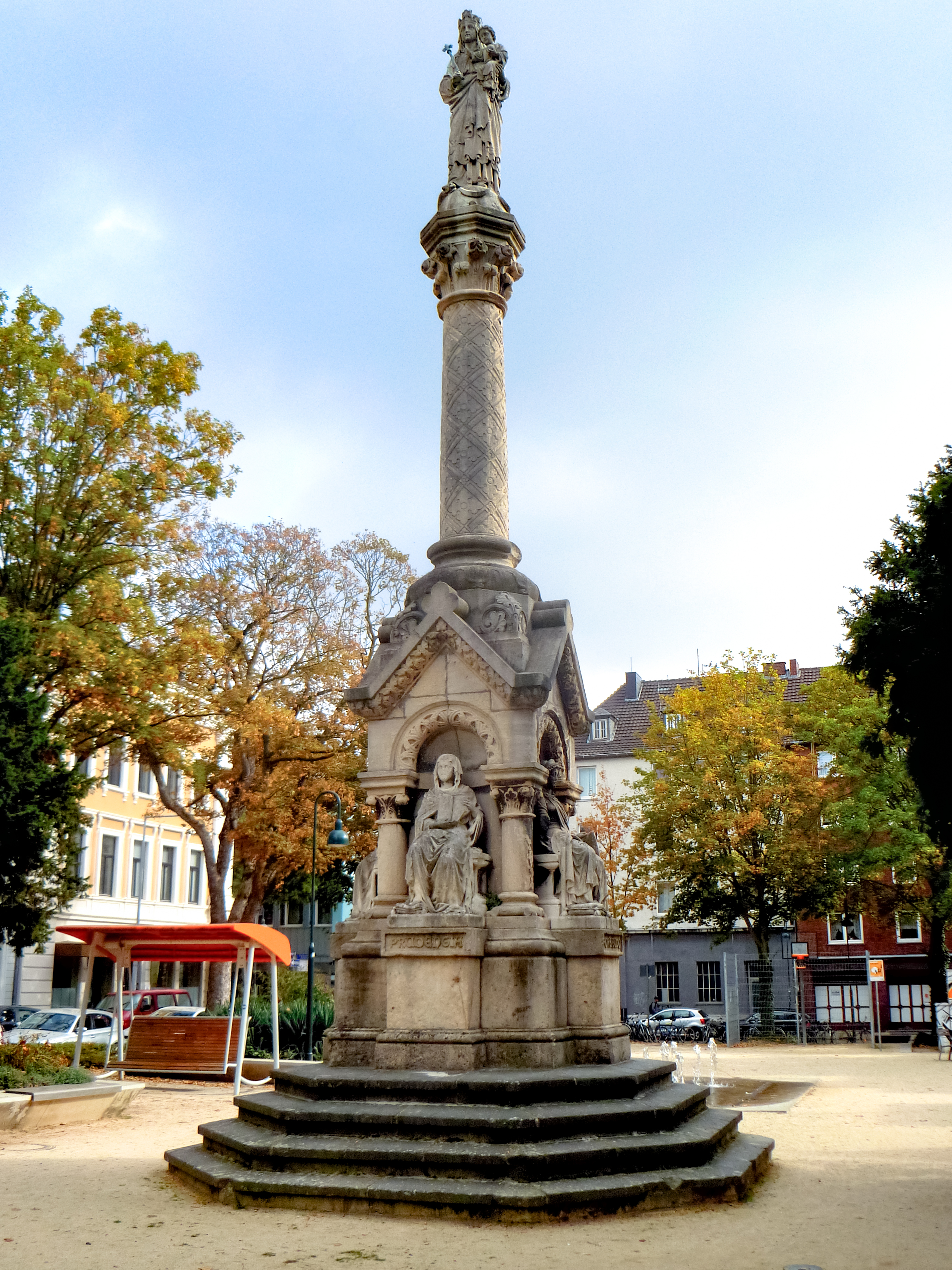
Mariensäule auf dem Rehmplatz
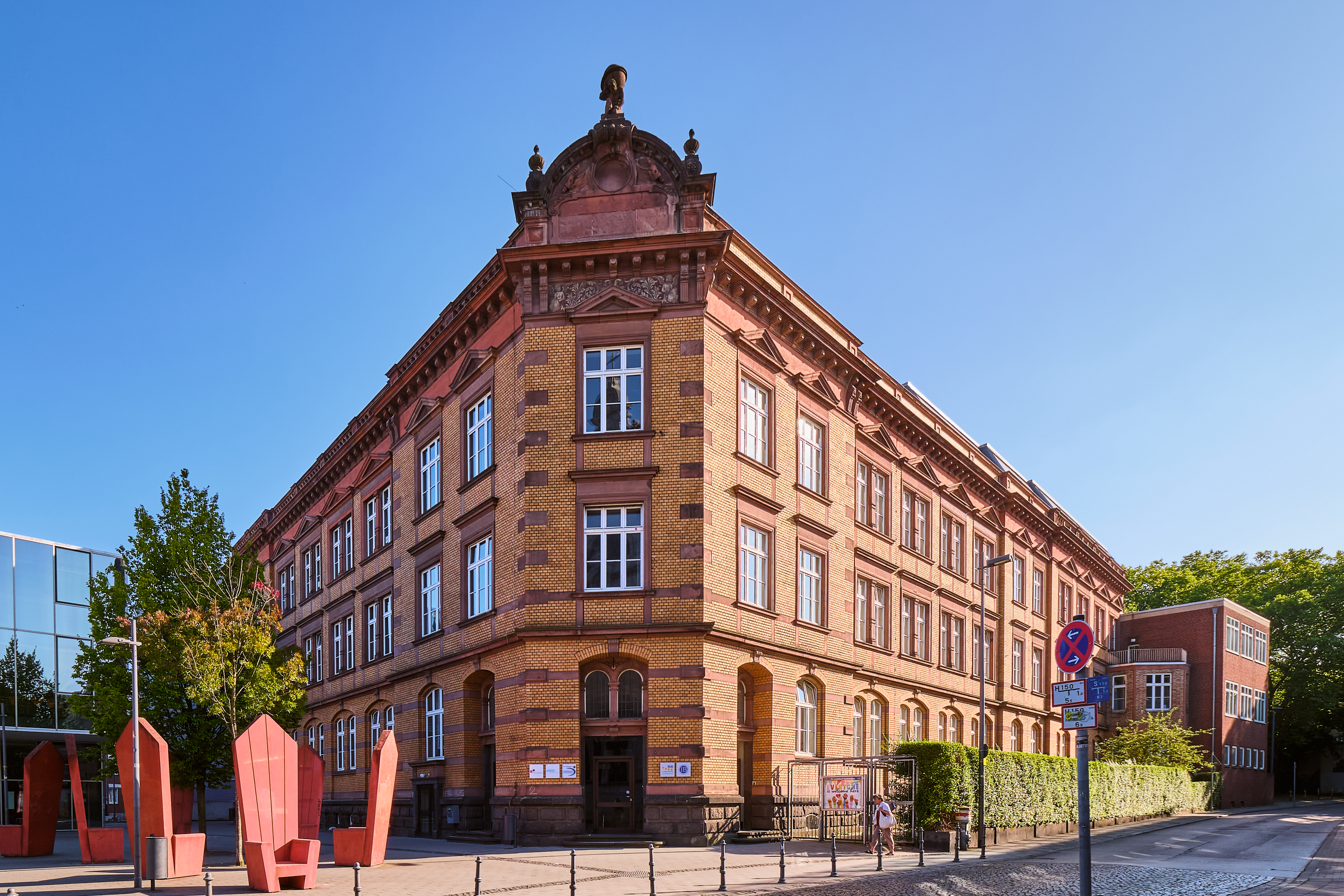
St.-Leonhard-Gymnasium

### Schriften
- mit Richard Pick: Das Rathaus zu Aachen. Geschichte und Baugeschichte. Graphische Kunstanstalt F. Bruckmann, München 1914.
- Die städtebauliche und bauliche Entwicklung der Bade- und Industriestaat Aachen von 1815–1915. Kaatzer, Aachen 1920. (PDF; 5,60 MB)